# 나자스말
나자스말(학명: Najas graminea)은 자라풀과 나지말속에 속하는 한해살이풀이다.

## 분포
한국 각지에 분포하는 한해살이풀로 연못·도랑·밭에서 자라며, 높이 30cm 정도이다.

## 특징
전체적으로 황록색 또는 갈황색이 돌며 줄기는 가늘고 길며 가지가 많이 갈라지고 지면과 닿은 마디에서 수염뿌리가 난다. 잎은 마주나며 선형으로 가늘고 길며 끝이 날카롭고 가장자리에 잔톱니가 있으나 육안으로는 잘 보이지 않는다. 꽃은 암수한그루이고 7-9월에 잎겨드랑이에서 1개씩 달리며, 녹색이다. 암꽃과 수꽃이 모두 노출되고 수꽃에는 1개의 수술, 암꽃에는 1개의 암술이 있으며 암술머리는 2개로 갈라진다. 열매는 긴 타원형이다.